# داريو كونت
داريو كونت هو لاعب كرة قدم كندي، ولد في 2 نوفمبر 1997 في مونتريال في كندا. لعب مع أوتاوا فيوري.

## وصلات خارجية
- داريو كونت على موقع قاعدة بيانات كرة القدم.إي يو (الإنجليزية)
- داريو كونت على موقع Soccerway.com (الإنجليزية)